# Mombeltrán (ort)
Mombeltrán är en ort i Spanien.   Den ligger i provinsen Provincia de Ávila och regionen Kastilien och Leon, i den centrala delen av landet, 110 km väster om huvudstaden Madrid. Mombeltrán ligger 637 meter över havet och antalet invånare är 1 152.
Terrängen runt Mombeltrán är bergig åt nordost, men åt sydväst är den kuperad. Runt Mombeltrán är det glesbefolkat, med 19 invånare per kvadratkilometer. Närmaste större samhälle är Arenas de San Pedro, 8,0 km sydväst om Mombeltrán. 